# Дяченко Федір Трохимович
Федір Трохимович Дяченко  (нар. 16 червня 1917, Бетяги — пом. 8 серпня 1995, Ленінград) — один з найрезультативніших снайперів часів II СВ, Герой Радянського Союзу.

## Життєпис
Народився в Бетягах (в 1962 році об'єднане з іншими двома населеними пунктами в єдине село Великі Кринки) нині Глобинського району, на Полтавщині. До 1939-го року, закінчивши місцеву школу, працював у рідному селищі. Згодом виїхав на заробітки до Норильську де його і застав початок війни. 7 січня 1942-го місцевим військоматом був призваний до лав РСЧА. Після навчання та отримання військової спеціальності, від серпня 1942-го, у складі 187-го полку 72-ї дивізії, перебував на Ленінградському фронті. Того ж року, 29 вересня, відкрив свій снайперський залік. Загалом на особистому рахунку Федора Дяченка 423-и знищені супротивники.
В січні 1944-го отримав поранення уламком снаряду, після госпіталізації та лікування вже не зміг повернутися до дієвої армії. Натомість, закінчивши курси, був призначений парторгом батальйону Ленінградського військового училища зв'язку.
Після війни оселився в Ленінграді. Служив у військових училищах і військовому комісаріаті Кіровського району. Від 1962-го майор запасу. Працював старшим інженером на Кіровському заводі. Помер 8 серпня 1995-го року. Похований на Ковалівському цвинтарі в Санкт-Петербурзі.